# Meridiano 148 oeste
El meridiano 148 oeste de Greenwich es una línea de longitud que se extiende desde el Polo Norte atravesando el océano Ártico, América del Norte, el océano Pacífico, el océano Antártico y la Antártida hasta el Polo Sur.
El meridiano 148 oeste forma un gran círculo con el meridiano 32 este.
Comenzando en el Polo Norte y dirigiéndose hacia el Polo Sur, el meridiano 148 oeste pasa a través de:
| Coordenadas                         | País, territorio o mar | Notas |
| ----------------------------------- | ---------------------- | --- |
| 90°0′N 148°0′O / 90.000, -148.000   | Océano Ártico          | |
| 72°38′N 148°0′O / 72.633, -148.000  | Mar de Beaufort        | Pasa justo al oeste de Cross Island, Alaska, Estados Unidos |
| 70°19′N 148°0′O / 70.317, -148.000  | Estados Unidos         | Alaska - Continental, Esther Island, Perry Island, continental de nuevo, Chenega Island, Evans Island y Latouche Island |
| 59°57′N 148°0′O / 59.950, -148.000  | Océano Pacífico        | Pasa justo al oeste de la Isla Montague, Alaska, Estados Unidos Pasa entre los atolones Tikehau y Rangiroa, Polinesia Francesa Pasa justo al este de la isla Makatea, Polinesia Francesa Pasa justo al este de la isla Mehetia, Polinesia Francesa |
| 60°0′S 148°0′O / -60.000, -148.000  | Océano Antártico       | |
| 75°57′S 148°0′O / -75.950, -148.000 | Antártida              | Territorio no reclamado |